# Cuộc họp

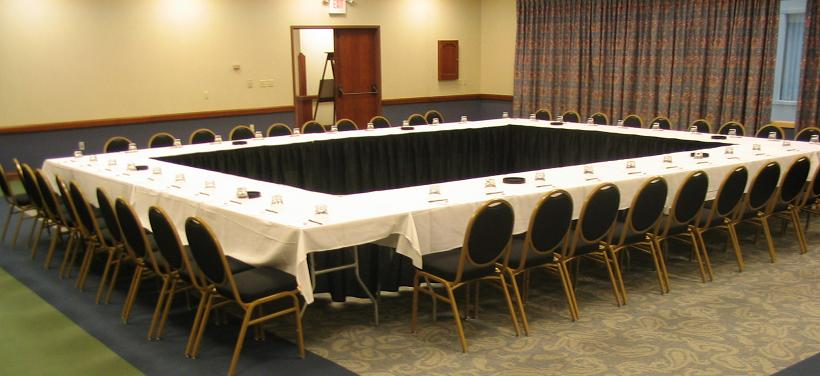
Các cuộc họp đôi khi được tổ chức xung quanh bàn hội nghị.

Một cuộc họp là khi hai hoặc nhiều người đến với nhau để thảo luận về một hoặc nhiều chủ đề, thường là trong một môi trường chính thức hoặc kinh doanh, nhưng các cuộc họp cũng diễn ra trong nhiều môi trường khác nhau. Có nhiều loại cuộc họp tồn tại.

## Định nghĩa
Cuộc họp là tập hợp của hai hoặc nhiều người đã được triệu tập với mục đích đạt được mục tiêu chung thông qua tương tác bằng lời nói, chẳng hạn như chia sẻ thông tin hoặc đạt được thỏa thuận. Các cuộc họp có thể xảy ra trực tiếp hoặc hầu như, qua trung gian là công nghệ truyền thông, như cuộc gọi hội nghị qua điện thoại, cuộc gọi hội nghị qua Skype hoặc hội nghị truyền hình. Từ điển Merriam-Webster định nghĩa một cuộc họp là "một hành động hoặc quá trình chung với nhau" - ví dụ "như [...] một hội nghị cho một mục đích chung [...]".
Các nhà hoạch định cuộc họp và các chuyên gia cuộc họp khác có thể sử dụng thuật ngữ "cuộc họp" để biểu thị một sự kiện được đặt tại khách sạn, trung tâm hội nghị hoặc bất kỳ địa điểm nào khác dành riêng cho các cuộc họp mặt đó.